# شاخص استقلال عملکردی
شاخصِ استقلالِ عملکردی (FIM) یک ابزارِ ارزیابی وضعیت عملکردی بیماران در طول فرآیندِ توان‌بخشی پس از سکته مغزی، ضربهٔ مغزی، آسیب نخاعی یا سرطان است. حوزهٔ استفاده از این شاخص می‌تواند شاملِ موسساتِ خدمات‌پرستاری و بیمارستان‌هایی با هدف مراقبت‌های حاد و توان‌بخشی باشد. این شاخص در هنگامِ پذیرش و خروج از یک بیمارستانِ توان‌بخشی به عنوانِ یک ابزارِ جمع‌آوریِ داده‌هایِ ثابت برای مقایسهٔ نتایج توان‌بخشی در سراسر مراقبت‌های بهداشتی عمل می‌کند. افزون بر این، هدف شاخص این است که به پزشکان اجازه دهد تا تغییراتِ وضعیتِ عملکردی بیماران از زمان آغاز مراقبت‌های توان‌بخشی را از طریق ترخیص و پیگیری دنبال کنند. شاخصِ FIM بر اساس ناتوانی، در ۱۸ دسته امتیاز می‌دهد و بر عملکرد حرکتی و شناختیِ بیمار تمرکز دارد. هر دسته یا آیتم هم در یک مقیاسِ ۷درجه‌ای (۱ = <۲۵٪ استقلال پ ۷ = ۱۰۰٪ استقلال) رتبه‌بندی شده است. بنابراین امتیازات FIM هم برای نمایاندنِ سطح استقلال و هم برای نمایاندنِ میزانِ مراقبت تفسیر می‌شوند. این مقیاس برای ارزیابیِ اینکه فرد چقدر می‌تواند فعالیت‌های اساسی زندگی روزمره (کارزها) را به خوبی انجام دهد و بنابراین چقدر به کمکِ دیگران وابسته است، استفاده می‌شود. سایر زمینه‌های ارزیابی‌شده عبارتند از: فیزیکی مانند اینکه بیماران چگونه حرکت می‌کنند و راه می‌روند، جنبه‌های شناختی مانندِ چگونگیِ تعاملِ ایشان با دیگران، برقراری ارتباط و پردازش اطلاعات. FIM اوایل برای افرادی که دچار سکتهٔ مغزی شده بودند ساخته شد اما برای ارزیابی ناتوانی در موارد دیگر نیز مورد استفاده قرار گرفت.